# 規子内親王
規子内親王（きしないしんのう）は、村上天皇の第四皇女。母は斎宮女御徽子女王。名は「のりこ」とも読む。無品。

## 経歴
天暦3年（949年）に生まれる。康保元年（964年）2月23日、内裏において著裳。康保4年（967年）5月、父の村上天皇が崩御。天禄3年（972年）8月28日、源順を判者とする「女四宮歌合」を主催した。
天延3年（975年）2月27日、伊勢斎宮に卜定され、貞元元年（976年）9月21日野宮に入り、貞元2年（977年）9月16日、伊勢に群行した。この時に先例に反して母が伊勢に同行したことが、『源氏物語』賢木巻での六条御息所親子のもとになったと言われる。円融天皇の譲位をうけて、永観2年（984年）8月27日退下。翌寛和元年（985年）帰京するが母と程なく死別し、規子内親王も翌寛和2年（986年）5月15日に薨去した。38歳。